# Balbalan
Balbalan là một đô thị hạng 4 ở tỉnh Kalinga, Philippines. Theo điều tra dân số năm 2000 của Philipin, đô thị này có dân số 11.934 người trong 1.923 hộ.

## Các đơn vị hành chính
Balbalan được chia ra 14 barangay.
- Ababa-an
- Balantoy
- Balbalan Proper
- Balbalasang
- Buaya
- Dao-angan
- Gawa-an
- Mabaca
- Maling (Kabugao)
- Pantikian
- Poswoy
- Poblacion (Salegseg)
- Talalang
- Tawang